# Link, la vie en face

Link, la vie en face est une émission télévisée présentée par Sandrine Quétier et diffusée sur TF1 à partir du 12 février 2010.
Diffusée le vendredi en troisième partie de soirée de manière irrégulière, ce magazine interactif succède à Sans aucun doute, arrêté en décembre 2009 faute d'audiences.
Ce magazine présente quatre reportages alternés sur quatre personnes souhaitant avancer dans leur projet de vie. Les reportages exposent la vie et les espoirs de ces personnes qui souhaitent par ce biais là obtenir l'aide des téléspectateurs.